# Januszkowa Góra
Januszkowa Góra (449 m) – wzgórze we wsi Podlesie, w województwie małopolskim, w powiecie olkuskim, w gminie Olkusz. Znajduje się na północno-zachodnim krańcu Płaskowyżu Ojcowskiego na Wyżynie Olkuskiej. 
Nazwa wzgórza pochodzi od legendarnego zbójnika Januszka, który podobno ukrywał się w lasach tego wzgórza. Botanicy wyróżnili kilka rodzajów tego lasu. Dolną część wzgórza porasta bór sosnowy, partie szczytowe żyzna buczyna sudecka. Oprócz tego występuje buczyna storczykowa, kwaśna buczyna i jaworzyna z języcznikiem zwyczajnym. Stwierdzono występowanie 26 gatunków roślin chronionych, a wśród nich 18 podlegających ochronie ścisłej.
Planowane jest utworzenie rezerwatu przyrody o powierzchni 38 ha, obejmującego południowo-zachodnie zbocza góry. Na terenie planowanego rezerwatu występuje ok. 180 gatunków roślin naczyniowych, z tego 26 to gatunki chronione, a 10 to gatunki górskie. M. in. rośnie tu kilka gatunków storczykowatych: gnieźnik leśny, żłobik koralowy, kruszczyk szerokolistny, kruszczyk rdzawoczerwony, kruszczyk siny i buławnik wielkokwiatowy.
Szczyt wzgórza wznosi się około 90–100 m ponad otaczającą go wierzchowinę Płaskowyżu Ojcowskiego. Stoki są dość strome, w niektórych miejscach ich nachylenie dochodzi do 40%. W partiach szczytowych znajdują się liczne wapienne ostańce. Najwyższy z nich widoczny jest ponad koronami drzew. Na skałach tych uprawiana jest wspinaczka skalna. Wspinacze niektórym ze skał nadali nazwy: Januszkowa Baszta, Mur z Płetwą, Turnia Drwali, Turnia nad Jaskinią, Skała z Rynną, Leśniczówka.
Kilkanaście metrów poniżej szczytu znajduje się wejście do odkrytej w 1970 roku jaskini Januszkowa Szczelina, uznawanej za trzecią co do głębokości jaskinię na terenie całej Wyżyny Krakowsko-Częstochowskiej. Oprócz niej na Januszkowej Górze zbadano i opisano jeszcze inne jaskinie i schroniska. Są to: Jaskinia Podwójna, Jaskinia Potrójna, Jaskinia Zamkowa, Schronisko na Januszkowej Górze, Schronisko pod Szczytem Januszkowej Góry, Schronisko z Piętrami, Schronisko ze Szpatem, Szpaciarnia w Januszkowej Górze.

## Szlaki turystyczne
Szlak Orlich Gniazd: Olkusz – ruiny zamku w Rabsztynie – Januszkowa Góra – Jaroszowiec Olkuski – Golczowice – Bydlin – ruiny zamku w Smoleniu – Pilica

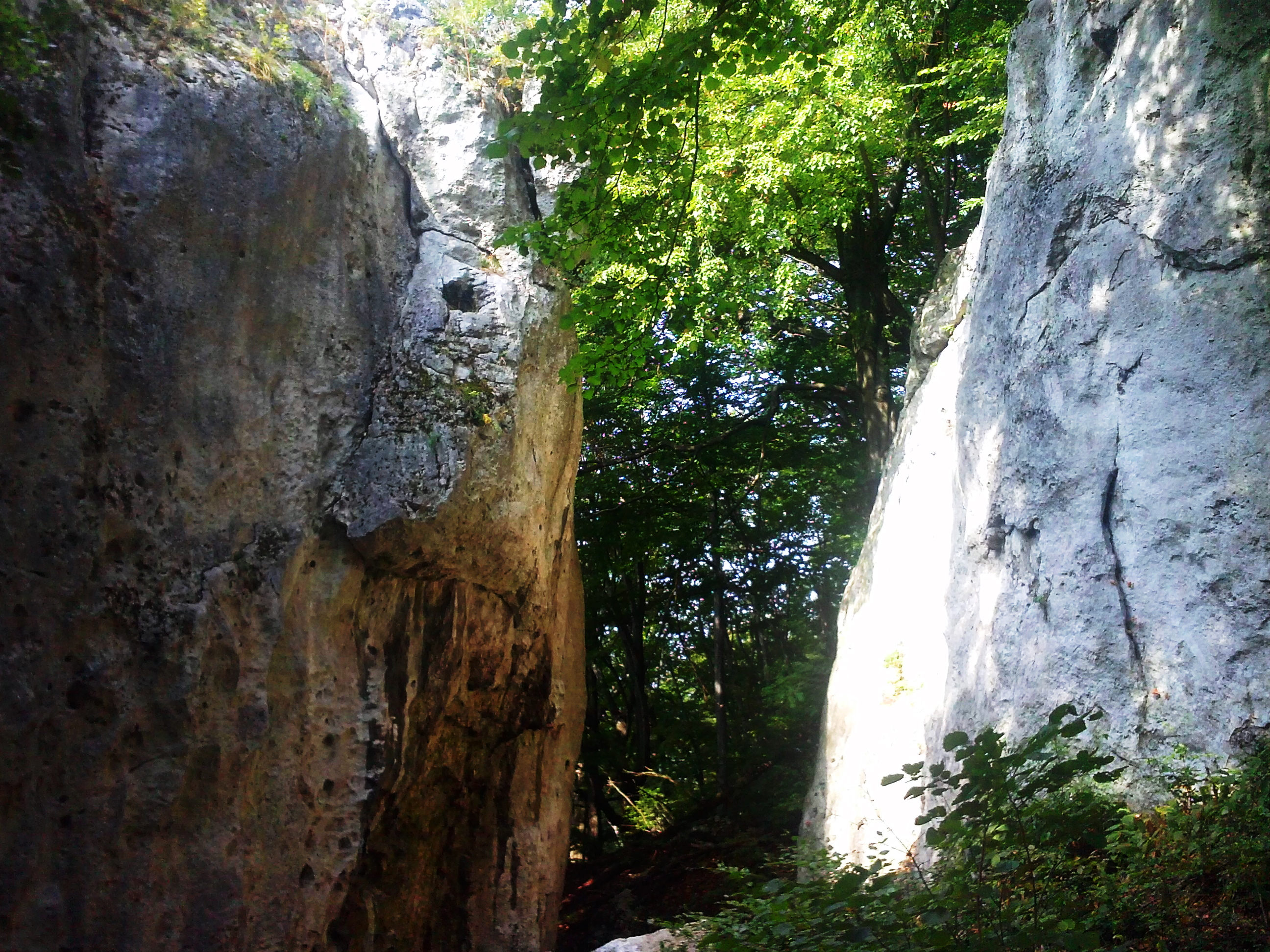
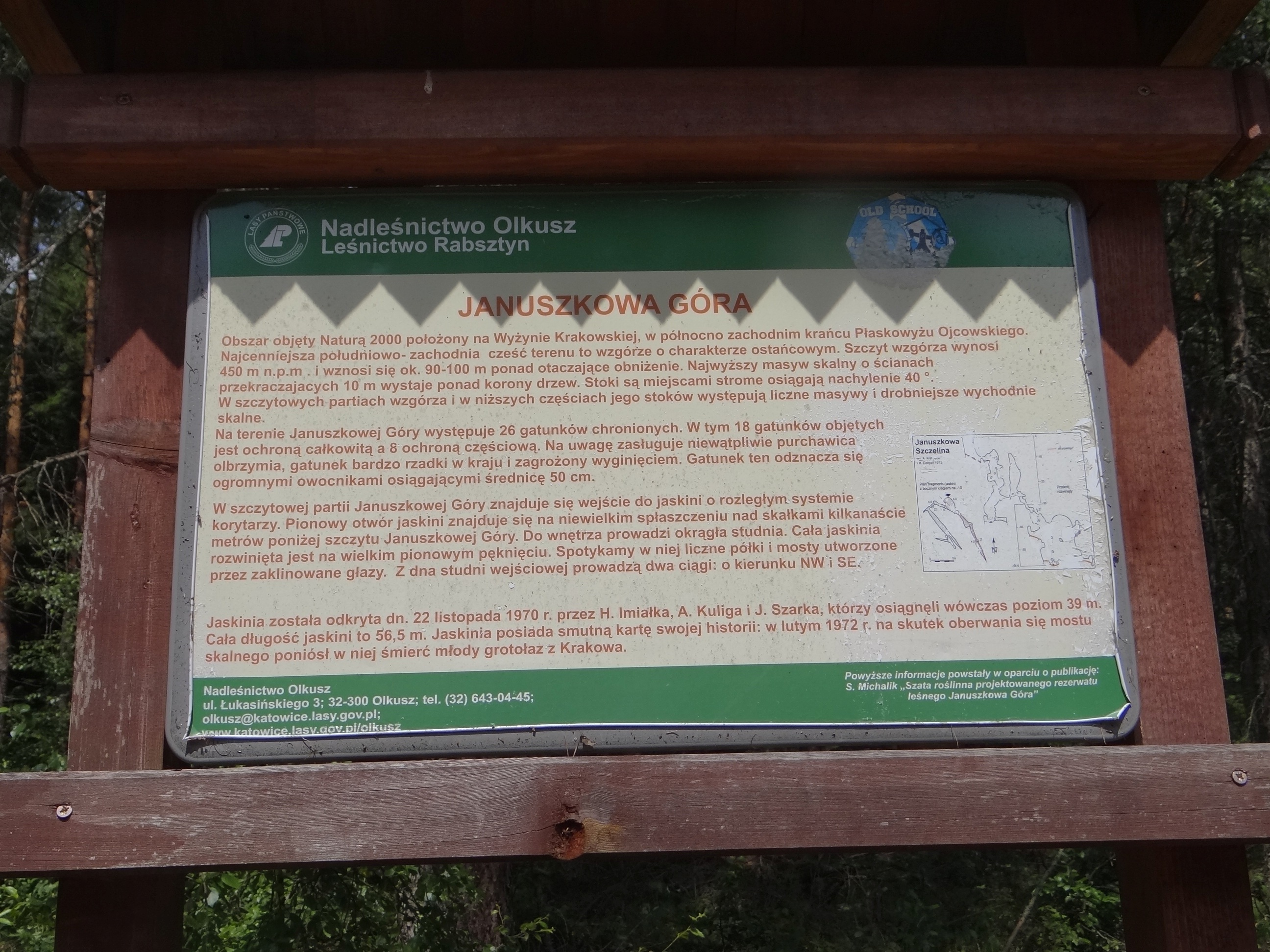
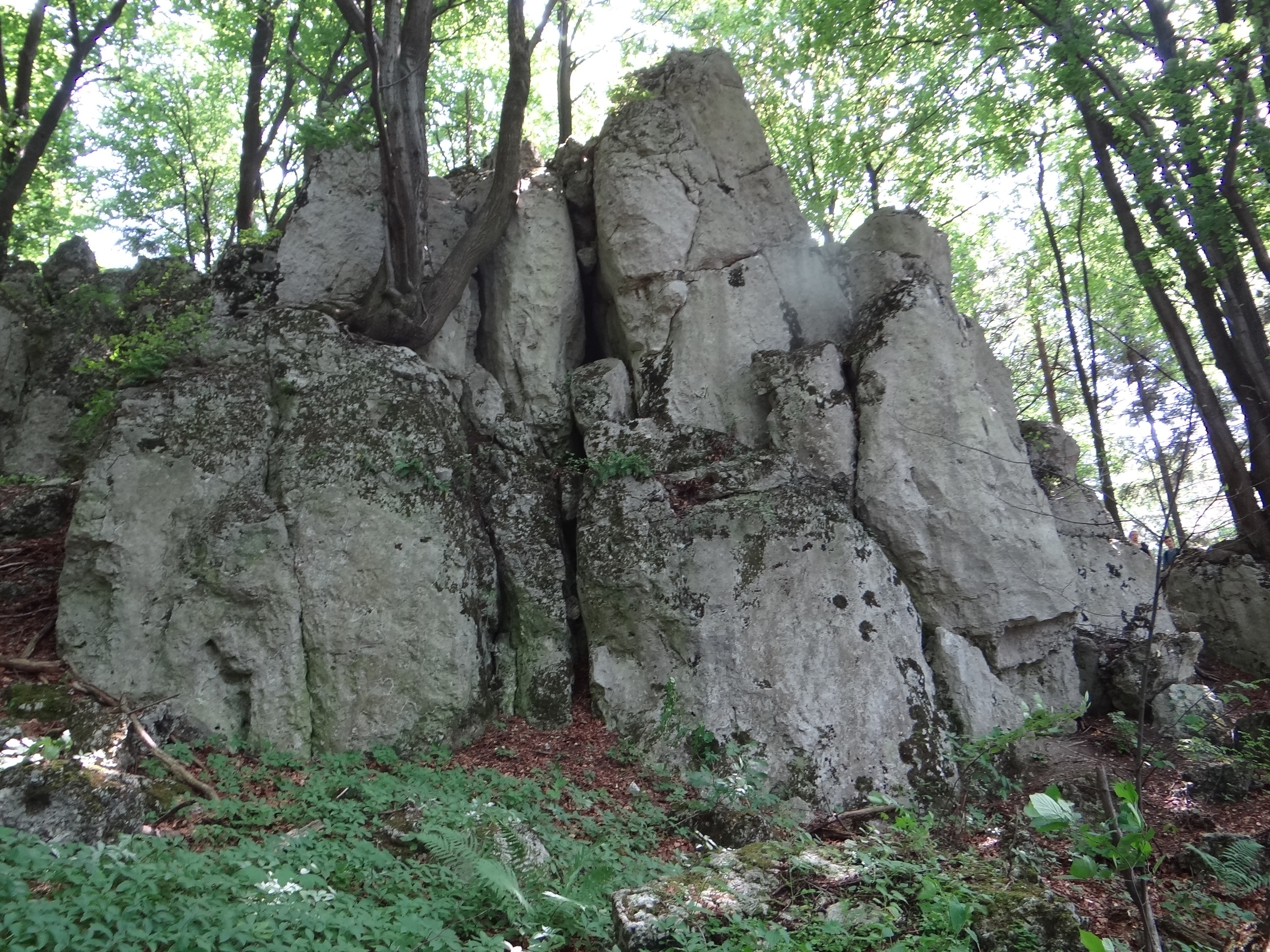
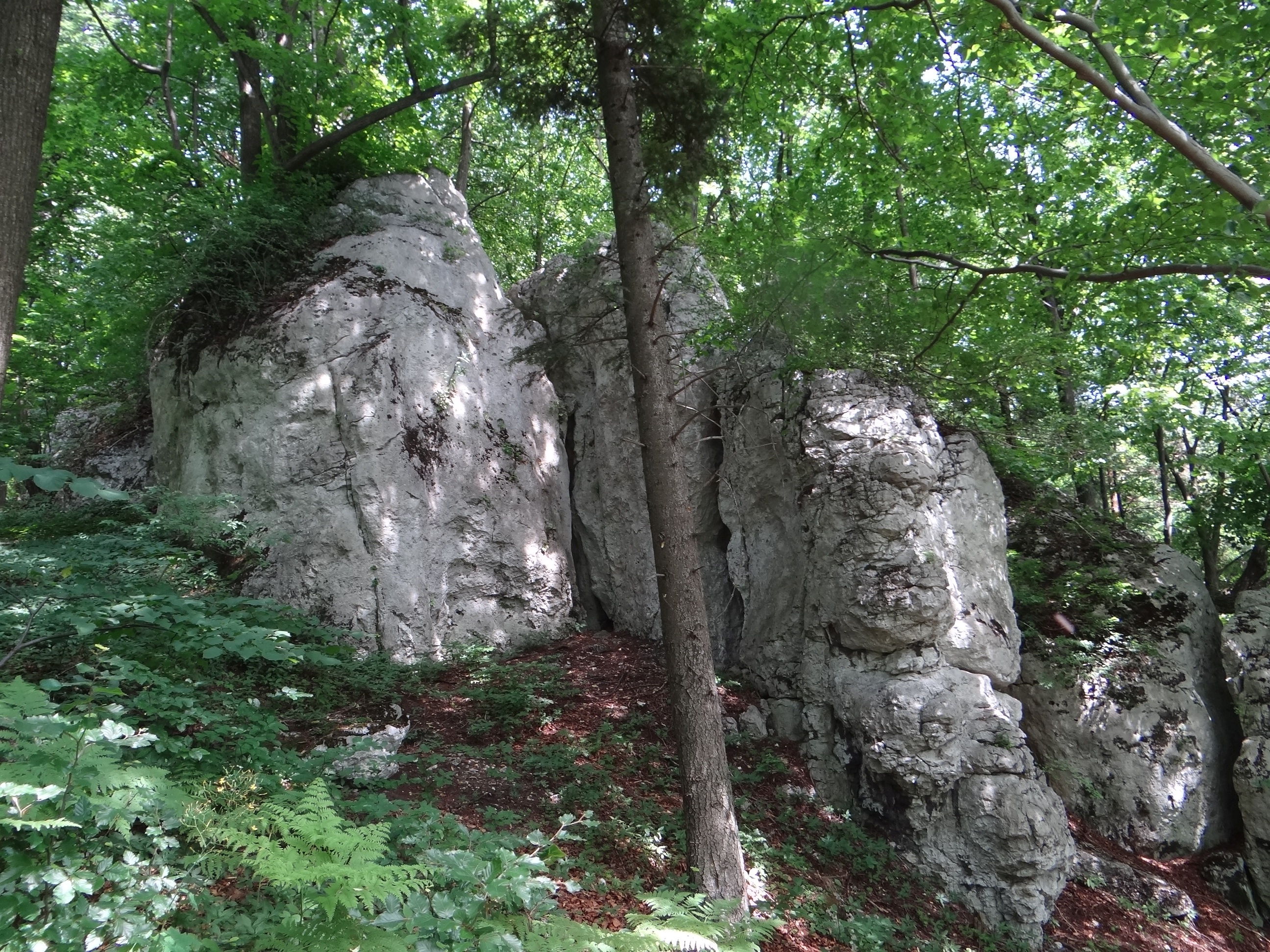